# فرانك ويزلي
فرانك ويزلي (بالإنجليزية: Frank Wesley) هو رسام أسترالي، ولد في 1923 في أعظم كره (مدينة) في الهند، وتوفي في 2002.